# Min symfoni
Min symfoni är ett studioalbum från 1977 av det svenska dansbandet Curt Haagers. Några låtar är på engelska.

## Låtlista
1. Min symfoni
2. Min symfoni
3. Tonight
4. Sommaren med Mary
5. Ge mej din kärlek
6. En som du (Red Red Wine)
7. Don Juan
8. Sommarkärlek
9. Lugn och ro (Moody Blue)
10. Come on over
11. Lite fantasi
12. Chanson d'amour (på svenska)
13. Cadillac